# O Su-yong
O Su-yong (1944) è un politico nordcoreano.
È stato vicepresidente del Partito del Lavoro di Corea (PLC) e direttore del dipartimento degli affari economici del PLC.

## Biografia
O Su-yong è nato nella P'yŏngan Meridionale, durante l'occupazione giapponese nel 1944. Nel 1988 è stato nominato membro del Comitato per l'industria dell'automazione elettronica sotto il Consiglio dell'amministrazione statale. Nel settembre 1998 è diventato viceministro dell'industria metalmeccanica e meccanica. Successivamente è stato promosso a Ministro dell'Industria Elettronica nel dicembre 1999.
Nell'aprile 2009, si è dimesso dalla di ministro dell'industria elettronica ed è stato nominato vice premier del gabinetto. Si è dimesso da quest'ultima carica nel giugno 2010 ed è stato nominato segretario capo del Partito del Lavoro di Corea della provincia del Nord Hamgyong dal luglio dello stesso anno. È stato sostituito da Jon Sung-hun nel 2014.